# Barajul Neckartal
Barajul Neckartal este un baraj situat în regiunea Karas din sudul Namibiei. Este un baraj gravitațional în arc realizat din beton armat pe Fish River lângă Berseba, c. 40 de km nord-vest de capitala regională Keetmanshoop. Construcția a început în 2013 și se aștepta inițial să fie încheiată în 2017. De la finalizarea sa în 2018, este cel mai mare baraj din Namibia, de aproape trei ori mai mare decât capacitatea barajului Hardap aflat în amonte. Scopul barajului este să susțină irigarea a 5.000 de hectare aflate în apropiere.

## Construcție
Ideea de a construi un baraj în apropiere de Keetmanshoop a apărut în timpul colonizării germane. După obținerea independenței din 1990, a început planificarea realizării barajului. Deși a fost salutat ca un proiect promițător de creare a locurilor de muncă, au existat îndoieli cu privire la necesitatea construirii acestuia. Barajul Naute din aceeași zonă, care este și el un baraj de irigare, nu este utilizat la potențialul maxim. Cu toate acestea, pentru irigarea a 5.000 de hectare, așa cum era prevăzut pentru barajul Neckartal, barajul Naute a fost considerat prea mic.